# Aleksandr Golikow
Aleksandr Grigorjewicz Golikow (ros. Александр Григорьевич Голиков, ur. 1896 w stanicy Sirotinska, obwód doniecki, zm. 10 grudnia 1937 w Moskwie) – Rosjanin, bezpartyjny, radziecki dowódca wojskowy, profesor nadzwyczajny, rozstrzelany w czasie represji politycznych 1937.

## Życiorys
Urodził się w rodzinie kozaka, rzemieślnika (według innych danych w rodzinie mieszczańskiej w Nowochopiersku). Ukończył szkołę średnią w Nowokopersku w prowincji Woroneż w 1915, po czym rozpoczął służbę wojskową jako podchorąży w Szkole Artylerii im. Konstantynowskiego, którą ukończył w lipcu 1915 r. Uczestnik I wojny światowej. Służył na stanowiskach dowódczych w jednostkach artylerii. Ostatnim stopniem i stanowiskiem w starej armii był porucznik, dowódca baterii 9 Samodzielnego Batalionu Artylerii Ciężkiej.
W czerwcu 1918 wstąpił jako ochotnik do Armii Czerwonej. Brał udział w wojnie domowej na Froncie Południowym i Zachodnim, pełniąc funkcje dowódcy artylerii 23 Dywizji Strzeleckiej (czerwiec 1918 – wrzesień 1918), zastępcy dowódcy tej dywizji (wrzesień 1918 – luty 1919), dowódcy dywizji: 23 (luty – wrzesień 1919). 1919) i 7 (wrzesień 1919 – kwiecień 1920, czerwiec – sierpień 1920).
Wyróżnił się w walkach. Z rozkazu Rewolucyjnej Rady Wojskowej Republiki nr 260 z dnia 28 maja 1920: „Order Czerwonego Sztandaru zostaje nadany dowódcy 7 dywizji strzeleckiej, kom. Golikowowi i komisarzowi wojskowemu tej samej dywizji, towarzyszowi Rogalewowi za to, że gdy dywizja była otoczona przez wroga pod Korosteniem, przez pięć dni pod ich dowództwem, walczyła ofiarnie z wrogiem, przechodząc do walk na bagnety, by połączyć się z innymi częściami armii. Dywizja wyszła bezpiecznie z okrążenia i nie tylko uratowała 30 wagonów sprzętu wojskowego, ale zadała dotkliwą klęskę Polakom pod Milinem, zdobywając w boju 9 dział, 23 karabiny maszynowe i jeńców ”.
Od kwietnia do czerwca i od sierpnia do października 1920 dowodził grupami uderzeniowymi 12 Armii. Od października 1920 do marca 1921 był dowódcą 15 Samodzielnej Dywizji Kawalerii Syberyjskiej. W bitwach był trzykrotnie ranny.
Po wojnie domowej zajmował odpowiedzialne stanowiska w wojsku i wojskowych placówkach oświatowych Armii Czerwonej. W latach 1921–1924 był studentem Wojskowej Akademii Armii Czerwonej. Od maja 1924 na stanowisku Inspektora kawalerii Zachodniego Okręgu Wojskowego. Od października tego samego roku dowodził 7 Dywizją Kawalerii Samara. Od maja 1925 był szefem kawalerii doskonalących kursów szkoleniowych dla sztabu i dowództwa (KKUKS) Armii Czerwonej. Od października 1929 był adiunktem w Akademii Wojskowej im. Frunzego. Od czerwca 1931 wykładał jako nauczyciel taktyki na tej samej uczelni. W kwietniu 1934 został szefem wydziału kawalerii Akademii Wojskowej im. Frunzego, a w 1935 roku uzyskał tytuł naukowy „profesora nadzwyczajnego”. Od listopada 1936 był asystentem inspektora kawalerii Armii Czerwonej.
17 lipca 1937 został aresztowany pod zarzutem uczestnictwa w spisku wojskowym (zorganizowanym przez teścia, Filippa Mironowa), osądzony przez Kolegium Wojskowe Sądu Najwyższego ZSRR i skazany na śmierć przez rozstrzelanie 10 grudnia 1937. Tego samego dnia wyrok wykonano na terenie Kommunarki.
3 marca 1957 został rehabilitowany przez tę samą instancję.

## Odznaczenia
- Order Czerwonego Sztandaru (dwukrotnie: 1920 i 1921 jako dowódcy 7 Dywizji Strzeleckiej)[4]